# Judith (film)
Pour les articles homonymes, voir Judith.
Pour plus de détails, voir Fiche technique et Distribution.
Judith est un film américano-britannico-israélien réalisé par Daniel Mann, sorti en 1966.

## Synopsis
En 1947 Judith débarque clandestinement en Palestine, sous mandat britannique, pour retrouver son ex-mari Gustav Schiller, qui l'a autrefois dénoncée aux nazis comme juive. Celui-ci se trouverait en Syrie. Accueillie dans un kibboutz par Aaron Stein, Judith est ivre de vengeance. Mais elle éprouve également une certaine admiration pour Aaron et l'aide un soir à distraire l'attention des officiers anglais, chargés d'empêcher l'arrivée de nouveaux émigrants. C'est ainsi qu'elle met la main sur un dossier concernant son ancien époux. Celui-ci serait devenu formateur dans l'armée syrienne.

## Fiche technique
- Titre français : Judith
- Réalisation : Daniel Mann
- Scénario : John Michael Hayes et Lawrence Durrell
- Photographie : John Wilcox
- Musique : Sol Kaplan
- Montage : Peter Taylor
- Pays d'origine :  États-Unis |  Royaume-Uni |  Israël
- Format : Couleurs - 2,35:1 - Mono
- Genre : drame
- Date de sortie : 1966
- Affiche : Michel Landi (France)

## Distribution
- Sophia Loren (VF : Jacqueline Carrel)  : Judith Auerbach
- Peter Finch  (VF : René Arrieu) : Aaron Stein
- Jack Hawkins  (VF : Jean-Henri Chambois) : Major Lawton
- Hans Verner  (VF : lui-même) : Gustav Schiller
- Frank Wolff (VF : William Sabatier)  : Eli
- André Morell  (VF : Louis Arbessier) : Haim
- Zaharira Harifai (VF : Nathalie Nerval)  : Dr. Rachel
- Arnoldo Foà  (VF: Michel Gatineau) : Interrogateur
- Peter Burton : Conklin
- Terence Alexander : Carstairs
- Zipora Peled  (VF : Renée Simonot) : Hanna
- Daniel Ocko  (VF : Henri Djanik)  : Le guide
- Roland Bartrop : Officier de la Haganah

## Réception critique
Pour Jean de Baroncelli, « Daniel Mann a fait honnêtement son métier. Les paysages de Palestine sont bien photographiés, la couleur locale est respectée, l'atmosphère des premiers " kibboutz " semble fidèlement reconstituée », mais « Pas une seconde nous ne croyons à la réalité de ces faits, à l'authenticité de ces personnages. ».